# 威利斯 (堪薩斯州)
威利斯（英語：Willis）是一個位於美國堪薩斯州布朗縣的城市。

## 地方資料
根據2010年美國人口普查的數據，威利斯的面積為0.42平方千米，當中陸地面積為0.42平方千米，而水域面積為0.00平方千米。當地共有人口38人，而人口密度為每平方千米90.48人。